# Biljeg
Biljeg (cyr. Биљег) – wieś w Serbii, w okręgu niszawskim, w gminie Merošina. W 2011 roku liczyła 498 mieszkańców.